# Clásico Regiomontano
El Clásico Regiomontano (también conocido como Clásico del Norte o simplemente Clásico Regio) es el partido que enfrenta a los clubes de fútbol Monterrey y Tigres UANL de la Liga MX, ambos originarios de Nuevo León, México.
Históricamente, y por sus fundadores, al Monterrey se le asocia con la sociedad regiomontana de abolengo; sin embargo, en la actualidad su afición reúne a gente de todo tipo y condición. Por su parte a Tigres, que es apodado localmente como «el equipo del pueblo», se le vinculaba con las clases obreras; sin embargo hoy en día, entre sus seguidores se encuentran a importantes empresarios y políticos de Nuevo León. Paradójicamente, en los barrios más humildes del estado, el Monterrey cuenta con un gran número de seguidores, así como en los barrios más «acomodados» hay una nutrida presencia de aficionados felinos.
Es el partido más importante de la temporada en la zona metropolitana de Monterrey (sobre todo en San Nicolás de los Garza, Monterrey y, recientemente Guadalupe) y uno de los más esperados de la Liga. Se considera de alto riesgo, ya que dentro del mundo de las barras, la ardua rivalidad que existe entre La Adicción (hinchada del Monterrey) y los Libres y Lokos (hinchada de Tigres) es conocida y, año tras año, los cuerpos de seguridad dentro del estadio montan rigurosos filtros de seguridad para evitar contacto directo entre ambas fanaticadas. En la actualidad, es el partido más caro de la liga. así como también el más caro en cuestión de plantillas.

## Historia
El primer clásico se jugó, en realidad, en la Segunda División del fútbol profesional mexicano. En la temporada 1959-1960, el equipo Jabatos de Nuevo León cambió de nombre para la segunda vuelta, ahora serían conocidos como los «Tigres del Universitario de Nuevo León». En la penúltima fecha del campeonato, el 13 de marzo de 1960, ambos equipos se enfrentaron por primera vez. El cotejo ha sido denominado por algunos como el «Clásico 0». Los Rayados ganaron ese primer encuentro con marcador 2-0. El siguiente enfrentamiento entre estos rivales sería hasta 1974, ya con ambos clubes en primera división, donde empataron a tres goles.
En 1978, la Federación Mexicana de Fútbol Asociación (FMF) organizó el torneo Nuevos Valores, en la que los clubes participantes debían jugar con cinco jugadores de cantera o debutantes como mínimo, aunque ninguno cumplió la regla. Monterrey y Tigres compartieron grupo y se enfrentaron en dos ocasiones en julio de dicho año, con los albiazules ganando ambos encuentros pero no el torneo en sí al ser la U. de G. el campeón del torneo.
El duodécimo clásico fue también la primera vez en que ambos equipos se enfrentaban en fase de eliminación; la liguilla de la temporada 1978-79 se jugó con un sistema de eliminación por grupos y los ocho mejores equipos de la Liga se dividieron en dos grupos de cuatro, donde el líder de cada grupo disputaría la final. Los neoleoneses quedaron en el Grupo 2, junto a Pumas UNAM y el Zacatepec. En la ida disputada el 6 de junio de 1979 en el Estadio Universitario, Tigres se llevó una victoria con la miníma diferencia, y en el siguiente clásico el 16 del mismo mes en dicho recinto, ambos empataron con goles de Raúl Isiordia para los albiazules y de Gerónimo Barbadillo a favor de los felinos. Aunque Tigres compartió el primer puesto del grupo con Pumas, estos accedieron a la final por diferencia de goles.
El 17 de septiembre de 1983, en un partido correspondiente a la jornada 22 de la temporada 1982-83, Monterrey se llevaría un triunfo con marcador de 2-0 sobre Tigres, acabando con un invicto de trece clásicos al hilo sin ganarle que inició en 1978. Era la racha invicta más extensa en la historia de la rivalidad hasta 1997, cuando Rayados alcanzó dicha marca con la misma cantidad de ediciones del clásico sin perder.
El 24 de marzo de 1996, durante la temporada 1995-96, se llevaría a cabo uno de los encuentros más recordados de esta rivalidad, en la que Tigres cayó de local ante el Monterrey con un marcador de 2-1 que le dejaba sin posibilidades de mantenerse en Primera División, de ahí a que el partido haya sido inmortalizado como el «Clásico del Descenso». Fuera de lo deportivo, el partido también ganó notoriedad cuando en el estadio se entonó la canción «Se fue» de la cantante italiana Laura Pausini mientras el comentarista deportivo Roberto Hernández Jr. dijera la siguiente frase: «Monterrey ganó. Tigres de la Autónoma de Nuevo León está en segunda división. Que Dios bendiga a todos lo que le hicieron daño a este equipo». No obstante, en un caso insólito en el fútbol mexicano y a pesar de haber descendido, Tigres accedió a la liguilla, aunque terminó siendo eliminado por Necaxa. Años después, Víctor Manuel Vucetich (entrenador felino durante ese partido) declaró que a pesar del resultado, ya estaban condenados a descender por la problemática de toda la temporada.
A mediados de 1997, un Tigres que había recuperado su lugar en la Primera División, se enfrentaría al Monterrey en la jornada 10 del Torneo Invierno el 19 de julio de aquel año. Ganaron ese encuentro por 3-2, no solo desquitándose de la derrota de hace año, sino que rompieron una racha de trece clásicos consecutivos sin obtener la victoria.
El 26 de febrero de 2000, Tigres venció al Monterrey con un marcador de 3-6 en el Estadio Tecnológico en un partido correspondiente a la jornada 7 del Torneo Verano. Pero la polémica extracancha llegaría cuando este marcador se anuló a raíz del «caso Donizete», en la que el equipo felino alineó al jugador Osmar Donizete, cuyo contrato presentó irregularidades en las firmas del mismo. El partido se jugó nuevamente el 5 de abril, terminando en un empate sin goles.
En 2003, después de que ganaran sus respectivos encuentros en los cuartos de final de la liguilla del Clausura, Monterrey y Tigres se vieron las caras en las semifinales, siendo el primer enfrentamiento en esta fase desde que se instauraron los torneos cortos. En la ida el 4 de junio, Rayados logró una histórica victoria en el Volcán al golear por un marcador de 4-1 que le daba una ventaja, y en la vuelta el 7 de junio, Tigres le regresó el favor derrotando a su acérrimo rival en el Tecnológico por 2-1. Esto no sería suficiente ya que el global terminó en 5-3 a favor de un Monterrey que más adelante conseguiría su segundo título de Liga al derrotar a Monarcas Morelia.
Un año después de los enfrentamientos en liguilla, el 26 de agosto de 2004 se daría el -hasta la fecha- resultado más abultado en los clásicos, con Tigres haciendo valer la localía al ganar por 6-2 en la segunda jornada del Apertura 2004. En un inicio, el Monterrey se vio afectado por el resultado, aunque más adelante alcanzarían el subcampeonato de liga en ese mismo cértamen ante Pumas UNAM.
El Apertura 2005 vería por segunda vez una serie de clásicos en fase de liguilla, nuevamente en la ronda de semifinales. El 7 de diciembre de 2005 en el partido de ida, Tigres ganó con un marcador de 1-0, y tres días después, Monterrey se impuso con un marcador de 2-1 gracias a un peculiar cabezazo de parte de Guillermo Franco. Pese al empate global, Rayados avanzó a la final gracias a su mejor posición en la tabla general, aunque como en diciembre pasado, terminó subcampeón tras perder ante Deportivo Toluca con un global de 6-3.
En 2013, ambos equipos se enfrentaron por tercera vez en una serie de partidos de liguilla, aunque la primera de ellas en los cuartos de final del torneo Clausura. En esta ocasión, Tigres llegaba como el líder general con 30 puntos y el equipo con la mejor defensiva (14 goles recibidos), mientras que el Monterrey apenas logro entrar pese a quedar en noveno puesto con la misma cantidad de G/F y G/C (22), a raíz de que el Querétaro (octavo lugar) había «descendido», aunque esto nunca se consumó debido a la compra del equipo. En la ida el 8 de mayo, los albiazules lograron una victoria de 1-0 en el Tecnológico, y tras un empate a 1 en el Uni con un autogol de Israel Jiménez incluído, accedieron a las semifinales donde fueron eliminados en esa instancia por el eventual campeón, Club América.
En octubre de 2013, Monterrey y Tigres se enfrentarían en un partido de Copa MX Apertura en un duelo de eliminación directa en el Tec. En el primer tiempo, los felinos lograban un marcador de 2-0 con anotaciones de Emanuel Villa y Juninho, pero el Monterrey logró reaccionar en el segundo tiempo con un par de goles de César Delgado y Luis Madrigal. Con el marcador 2-2, el duelo se decidiría mediante tanda de penales, donde Rayados terminó siendo el equipo vencedor conviertiendo todos sus tiros mientras Tigres falló dos de estos, eliminándolos de otro torneo en menos de seis meses.
Durante el Clausura 2016, Monterrey derrotó a Tigres de local con la mínima en lo que era el primer clásico disputado en el nuevo Estadio BBVA Bancomer el 5 de marzo de ese año. Posteriormente en el mismo torneo, ambos fueron emparejados en los cuartos de final, en la que cosecharon triunfos de visitante (1-3 en el Uni y 1-2 en el BBVA). El marcador global (4-3) terminó a favor de los albiazules, quienes enfrentaron al Pachuca, pero se conformaron con el subcampeonato.
En el transcurso del 2017, los clubes neoleoneses demostrarían, una vez más, su enorme progreso en cuanto a lo estructural y lo futbolistico con fichajes y resultados que en años anteriores no estaban acostumbrados, como el enfrentarse en liguilla en los dos torneos anuales. En el Clausura 2017, Tigres superó con amplia diferencia al Monterrey en cuartos de final tras vencerlos 4-1 en la ida como locales y 0-2 en la vuelta como visitantes destacando la labor del delantero André-Pierre Gignac convirtiendo cuatro de las seís anotaciones dando como resultado una venganza felina consumada tras las eliminaciones previas a manos de Rayados mediante un abultado marcador global de 6-1. No obstante, quedaron subcampeones al no poder vencer al Guadalajara en la final.
En el Apertura 2017, ambos equipos se enfrentaron en la primera final regia en la historia del deporte tras haber superado la fase semifinal con facilidad. Tras un empate a 1 en el partido de ida celebrado el 7 de diciembre con Universitario en un lleno total de asistencia pese al frío bastante intenso, Tigres venció al Monterrey en el partido de vuelta en el BBVA Bancomer celebrado el 10 de diciembre, tras remontar un 0-1 a un 2-1 sin siquiera haber concluído el primer tiempo con goles de Eduardo Vargas y Francisco Meza. Ganando su sexto título y acercándose en el top de campeones, el club nicolaita logró una histórica victoria en su historia.
2019 sería, para muchos aficionados de ambos equipos, como un año histórico en el fútbol de Nuevo León, ya que no solo era la primera vez que fueron los campeones de los torneos anuales: Tigres en el Clausura venciendo al Club León cuando previamente había eliminado a su acérrimo rival por segunda ocasión en liguilla y Monterrey en el Apertura ganándole la final al Club América de visitante y rompiendo una sequía de casí diez años sin ganar la Liga MX, sino que también se enfrentaron en la final de la Liga de Campeones de la Concacaf. En el partido de ida de lo que fue la «segunda final regia de la historia», efectuada el 24 de abril de 2019 en el Volcan, el equipo de Monterrey logró una solida victoria de 1-0 con anotación de Nicolás Sánchez. El encuentro de la vuelta el 1 de mayo de 2019 en el BBVA Bancomer, que terminaría con un empate a 1 (global de 2-1) que le daba la cuarta Concachampions a los Rayados, consiguiendo estos desquitarse por la final de liga de hace un año y medio.
Se encontrarían ambos equipos en la llave de semifinales del Clausura 2023, llevada a cabo el 17 de mayo de 2023 en el Universitario, concluyó con un empate a 1 gracias a un error de Nahuel Guzmán en el primer tiempo, para luego empatarlo con gol de Sebastián Córdova en el segundo tiempo. En el partido de vuelta del 20 de mayo en el BBVA Bancomer, que se vio algo afectada por la fuerte lluvia, el equipo de Tigres vencería al Monterrey con un marcador de 0-1 con gol de Córdova tras un buen centro de Luis Quiñones que les daba el pase en la final, en la que vencieron a Chivas por 3-2 en el partido de vuelta tras una remontada para ganar el campeonato.
En el verano de 2023, ambos equipos chocaron en los octavos de final de la Leagues Cup, torneo en el que enfrentaban a clubes de la Liga MX y la MLS. Fue el primer clásico que se jugaba fuera de México desde hace 16 años. El partido lo ganaría Monterrey con un penal de último minuto convertido por el delantero español Sergio Canales, quien hacía su debut goleador y daría la victoria por marcador de 1-0.

## Historial de partidos
Este historial está dividido por torneos. Para el orden exacto de los partidos, véase Anexo:Historial cronológico del Clásico Regiomontano
Se han disputado 142 juegos entre ambos equipos, incluyendo partidos de la Segunda División (1960), liga y liguilla de la Primera División, Copa México, Liga de Campeones de la Concacaf, torneo Nuevos Valores (organizado por la FMF), encuentros amistosos, e incluso algunos juegos disputados en Estados Unidos en los torneos InterLiga y Leagues Cup. Se desconoce quién empezó a contabilizar los enfrentamientos y con qué fin eliminó arbitrariamente algunos juegos (sin seguir un patrón definido) pero extraoficialmente, los medios deportivos nacionales han contabilizado un total de 139 partidos a partir de 1974.

### Liga/Liguilla
| Enfrentamientos | Enfrentamientos | Enfrentamientos | Enfrentamientos | Enfrentamientos | Enfrentamientos                       | Enfrentamientos          | Enfrentamientos |
| N.º             | Local           | Resultado       | Visitante       | Estadio         | Torneo                                | Fecha                    |                 |
| --------------- | --------------- | --------------- | --------------- | --------------- | ------------------------------------- | ------------------------ | --------------- |
| 1               | TIG             | 3–3             | MTY             | Universitario   | Temporada 1974-75, Jornada 1          | 13 de julio de 1974      |                 |
| 2               | MTY             | 2–1             | TIG             | Universitario   | Temporada 1974-75, Jornada 20         | 4 de enero de 1975       |                 |
| 3               | MTY             | 0–0             | TIG             | Universitario   | Temporada 1975-76, Jornada 14         | 31 de enero de 1976      |                 |
| 4               | TIG             | 0–1             | MTY             | Universitario   | Temporada 1975-76, Jornada 33         | 12 de junio de 1976      |                 |
| 5               | TIG             | 1–2             | MTY             | Universitario   | Temporada 1976-77, Jornada 3          | 25 de septiembre de 1976 |                 |
| 6               | MTY             | 3–2             | TIG             | Universitario   | Temporada 1976-77, Jornada 22         | 5 de febrero de 1977     |                 |
| 7               | MTY             | 0–1             | TIG             | Tecnológico     | Temporada 1977-78, Jornada 3          | 13 de agosto de 1977     |                 |
| 8               | TIG             | 4–2             | MTY             | Universitario   | Temporada 1977-78, Jornada 22         | 14 de enero de 1978      |                 |
| 9               | MTY             | 0–0             | TIG             | Universitario   | Temporada 1978-79, Jornada 3          | 23 de septiembre de 1978 |                 |
| 10              | TIG             | 1–1             | MTY             | Universitario   | Temporada 1978-79, Jornada 22         | 3 de febrero de 1979     |                 |
| 11              | MTY             | 0–1             | TIG             | Universitario   | Temporada 1978-79, Playoffs (Grupo B) | 6 de junio de 1979       |                 |
| 12              | TIG             | 1–1             | MTY             | Universitario   | Temporada 1978-79, Playoffs (Grupo B) | 16 de junio de 1979      |                 |
| 13              | MTY             | 1–1             | TIG             | Universitario   | Temporada 1979-80, Jornada 3          | 6 de octubre de 1979     |                 |
| 14              | TIG             | 2–1             | MTY             | Universitario   | Temporada 1979-80, Jornada 22         | 16 de febrero de 1980    |                 |
| 15              | MTY             | 2–2             | TIG             | Universitario   | Temporada 1980-81, Jornada 3          | 4 de octubre de 1980     |                 |
| 16              | TIG             | 2–0             | MTY             | Universitario   | Temporada 1980-81, Jornada 22         | 21 de marzo de 1981      |                 |
| 17              | TIG             | 3–0             | MTY             | Universitario   | Temporada 1981-82, Jornada 3          | 3 de octubre de 1981     |                 |
| 18              | MTY             | 1–1             | TIG             | Tecnológico     | Temporada 1981-82, Jornada 22         | 6 de febrero de 1982     |                 |
| 19              | MTY             | 1–1             | TIG             | Tecnológico     | Temporada 1982-83, Jornada 3          | 18 de septiembre de 1982 |                 |
| 20              | TIG             | 2–0             | MTY             | Universitario   | Temporada 1982-83, Jornada 22         | 22 de enero de 1983      |                 |
| 21              | TIG             | 0–2             | MTY             | Universitario   | Temporada 1983-84, Jornada 3          | 17 de septiembre de 1983 |                 |
| 22              | MTY             | 0–1             | TIG             | Universitario   | Temporada 1983-84, Jornada 22         | 28 de enero de 1984      |                 |
| 23              | MTY             | 2–2             | TIG             | Tecnológico     | Temporada 1984-85, Jornada 12         | 17 de noviembre de 1984  |                 |
| 24              | MTY             | 2–0             | TIG             | Tecnológico     | Temporada 1984-85, Jornada 33         | 30 de marzo de 1985      |                 |
| 25              | TIG             | 1–1             | MTY             | Universitario   | Temporada 1986-87, Jornada 13         | 25 de octubre de 1986    |                 |
| 26              | MTY             | 0–2             | TIG             | Tecnológico     | Temporada 1986-87, Jornada 34         | 21 de marzo de 1987      |                 |
| 27              | TIG             | 2–1             | MTY             | Universitario   | Temporada 1987-88, Jornada 14         | 12 de diciembre de 1987  |                 |
| 28              | MTY             | 2–1             | TIG             | Tecnológico     | Temporada 1987-88, Jornada 33         | 7 de mayo de 1988        |                 |
| 29              | TIG             | 1–3             | MTY             | Universitario   | Temporada 1988-89, Jornada 14         | 14 de enero de 1989      |                 |
| 30              | MTY             | 1–0             | TIG             | Tecnológico     | Temporada 1988-89, Jornada 33         | 13 de mayo de 1989       |                 |
| 31              | TIG             | 0–2             | MTY             | Universitario   | Temporada 1989-90, Jornada 14         | 2 de diciembre de 1989   |                 |
| 32              | MTY             | 0–1             | TIG             | Tecnológico     | Temporada 1989-90, Jornada 33         | 31 de marzo de 1990      |                 |
| 33              | MTY             | 4–1             | TIG             | Tecnológico     | Temporada 1990-91, Jornada 14         | 22 de diciembre de 1990  |                 |
| 34              | TIG             | 2–1             | MTY             | Universitario   | Temporada 1990-91, Jornada 33         | 27 de abril de 1991      |                 |
| 35              | MTY             | 0–1             | TIG             | Tecnológico     | Temporada 1991-92, Jornada 14         | 7 de diciembre de 1991   |                 |
| 36              | TIG             | 1–1             | MTY             | Universitario   | Temporada 1991-92, Jornada 33         | 4 de abril de 1992       |                 |
| 37              | TIG             | 1–2             | MTY             | Universitario   | Temporada 1992-93, Jornada 14         | 7 de noviembre de 1992   |                 |
| 38              | MTY             | 1–0             | TIG             | Tecnológico     | Temporada 1992-93, Jornada 33         | 25 de marzo de 1993      |                 |
| 39              | MTY             | 1–0             | TIG             | Tecnológico     | Temporada 1993-94, Jornada 14         | 6 de noviembre de 1993   |                 |
| 40              | TIG             | 2–4             | MTY             | Universitario   | Temporada 1993-94, Jornada 33         | 5 de marzo de 1994       |                 |
| 41              | MTY             | 1–0             | TIG             | Tecnológico     | Temporada 1994-95, Jornada 14         | 30 de noviembre de 1994  |                 |
| 42              | TIG             | 1–2             | MTY             | Universitario   | Temporada 1994-95, Jornada 33         | 9 de marzo de 1995       |                 |
| 43              | MTY             | 2–1             | TIG             | Tecnológico     | Temporada 1995-96, Jornada 15         | 2 de diciembre de 1995   |                 |
| 44              | TIG             | 1–2             | MTY             | Universitario   | Temporada 1995-96, Jornada 32         | 24 de marzo de 1996      |                 |
| 45              | MTY             | 2–3             | TIG             | Tecnológico     | Invierno, Jornada 10                  | 13 de septiembre de 1997 |                 |
| 46              | TIG             | 1–0             | MTY             | Universitario   | Verano, Jornada 10                    | 27 de febrero de 1998    |                 |
| 47              | MTY             | 1–1             | TIG             | Tecnológico     | Invierno, Jornada 7                   | 12 de septiembre de 1998 |                 |
| 48              | TIG             | 2–0             | MTY             | Universitario   | Verano, Jornada 7                     | 27 de febrero de 1999    |                 |
| 49              | TIG             | 2–0             | MTY             | Universitario   | Invierno, Jornada 7                   | 22 de septiembre de 1999 |                 |
| *               | MTY             | 3-6             | TIG             | Tecnológico     | Verano, Jornada 7                     | 26 de febrero de 2000    |                 |
| 50              | MTY             | 0–0             | TIG             | Tecnológico     | Verano, Jornada 7                     | 5 de abril de 2000       |                 |
| 51              | MTY             | 1–0             | TIG             | Tecnológico     | Invierno, Jornada 6                   | 2 de septiembre de 2000  |                 |
| 52              | TIG             | 2–0             | MTY             | Universitario   | Verano, Jornada 6                     | 6 de febrero de 2001     |                 |
| 53              | MTY             | 0–0             | TIG             | Tecnológico     | Invierno, Jornada 14                  | 20 de octubre de 2001    |                 |
| 54              | TIG             | 0–0             | MTY             | Universitario   | Verano, Jornada 14                    | 30 de marzo de 2002      |                 |
| 55              | MTY             | 1–1             | TIG             | Tecnológico     | Apertura, Jornada 14                  | 19 de octubre de 2002    |                 |
| 56              | TIG             | 2–1             | MTY             | Universitario   | Clausura, Jornada 14                  | 12 de abril de 2003      |                 |
| 57              | TIG             | 1–4             | MTY             | Universitario   | Clausura, Semifinal (ida)             | 4 de junio de 2003       |                 |
| 58              | MTY             | 1–2             | TIG             | Tecnológico     | Clausura, Semifinal (vuelta)          | 7 de junio de 2003       |                 |
| 59              | TIG             | 3–2             | MTY             | Universitario   | Apertura, Jornada 14                  | 22 de octubre de 2003    |                 |
| 60              | MTY             | 3–3             | TIG             | Tecnológico     | Clausura, Jornada 14                  | 10 de abril de 2004      |                 |
| 61              | TIG             | 6–2             | MTY             | Universitario   | Apertura, Jornada 2                   | 21 de agosto de 2004     |                 |
| 62              | MTY             | 1–1             | TIG             | Tecnológico     | Clausura, Jornada 2                   | 22 de enero de 2005      |                 |
| 63              | MTY             | 2–1             | TIG             | Tecnológico     | Apertura, Jornada 9                   | 24 de septiembre de 2005 |                 |
| 64              | TIG             | 1–0             | MTY             | Universitario   | Apertura, Semifinal (ida)             | 7 de diciembre de 2005   |                 |
| 65              | MTY             | 2–1             | TIG             | Tecnológico     | Apertura, Semifinal (vuelta)          | 10 de diciembre de 2005  |                 |
| 66              | TIG             | 2–1             | MTY             | Universitario   | Clausura, Jornada 9                   | 12 de marzo de 2006      |                 |
| 67              | MTY             | 2–1             | TIG             | Tecnológico     | Apertura, Jornada 13                  | 14 de octubre de 2006    |                 |
| 68              | TIG             | 3–3             | MTY             | Universitario   | Clausura, Jornada 13                  | 31 de marzo de 2007      |                 |
| 69              | TIG             | 1–0             | MTY             | Universitario   | Apertura, Jornada 9                   | 22 de septiembre de 2007 |                 |
| 70              | MTY             | 2–3             | TIG             | Tecnológico     | Clausura, Jornada 9                   | 8 de marzo de 2008       |                 |
| 71              | MTY             | 1–4             | TIG             | Tecnológico     | Apertura, Jornada 13                  | 18 de octubre de 2008    |                 |
| 72              | TIG             | 0–0             | MTY             | Universitario   | Clausura, Jornada 13                  | 11 de abril de 2009      |                 |
| 73              | TIG             | 1–2             | MTY             | Universitario   | Apertura, Jornada 5                   | 22 de agosto de 2009     |                 |
| 74              | MTY             | 2–1             | TIG             | Tecnológico     | Bicentenario, Jornada 5               | 14 de febrero de 2010    |                 |
| 75              | TIG             | 0–1             | MTY             | Universitario   | Apertura, Jornada 7                   | 11 de septiembre de 2010 |                 |
| 76              | MTY             | 0–0             | TIG             | Tecnológico     | Clausura, Jornada 7                   | 19 de febrero de 2011    |                 |
| 77              | TIG             | 0–0             | MTY             | Universitario   | Apertura, Jornada 14                  | 22 de octubre de 2011    |                 |
| 78              | MTY             | 2–0             | TIG             | Tecnológico     | Clausura, Jornada 14                  | 7 de abril de 2012       |                 |
| 79              | MTY             | 0–1             | TIG             | Tecnológico     | Apertura, Jornada 16                  | 3 de noviembre de 2012   |                 |
| 80              | TIG             | 0–1             | MTY             | Universitario   | Clausura, Jornada 16                  | 27 de abril de 2013      |                 |
| 81              | MTY             | 1–0             | TIG             | Tecnológico     | Clausura, Cuartos de final (ida)      | 8 de mayo de 2013        |                 |
| 82              | TIG             | 1–1             | MTY             | Universitario   | Clausura, Cuartos de final (vuelta)   | 11 de mayo de 2013       |                 |
| 83              | TIG             | 3–1             | MTY             | Universitario   | Apertura, Jornada 5                   | 10 de agosto de 2013     |                 |
| 84              | MTY             | 0–0             | TIG             | Tecnológico     | Clausura, Jornada 5                   | 1 de febrero de 2014     |                 |
| 85              | MTY             | 2–2             | TIG             | Tecnológico     | Apertura, Jornada 14                  | 25 de octubre de 2014    |                 |
| 86              | TIG             | 3–0             | MTY             | Universitario   | Clausura, Jornada 14                  | 18 de abril de 2015      |                 |
| 87              | TIG             | 3–1             | MTY             | Universitario   | Apertura, Jornada 9                   | 19 de septiembre de 2015 |                 |
| 88              | MTY             | 1–0             | TIG             | BBVA            | Clausura, Jornada 9                   | 5 de marzo de 2016       |                 |
| 89              | TIG             | 1–3             | MTY             | Universitario   | Clausura, Cuartos de final (ida)      | 11 de mayo de 2016       |                 |
| 90              | MTY             | 1–2             | TIG             | BBVA            | Clausura, Cuartos de final (vuelta)   | 14 de mayo de 2016       |                 |
| 91              | TIG             | 1–1             | MTY             | Universitario   | Apertura, Jornada 15                  | 29 de octubre de 2016    |                 |
| 92              | MTY             | 1–0             | TIG             | BBVA            | Clausura, Jornada 15                  | 22 de abril de 2017      |                 |
| 93              | TIG             | 4–1             | MTY             | Universitario   | Clausura, Cuartos de final (ida)      | 10 de mayo de 2017       |                 |
| 94              | MTY             | 0–2             | TIG             | BBVA            | Clausura, Cuartos de final (vuelta)   | 13 de mayo de 2017       |                 |
| 95              | MTY             | 2–0             | TIG             | BBVA            | Apertura, Jornada 17                  | 18 de noviembre de 2017  |                 |
| 96              | TIG             | 1–1             | MTY             | Universitario   | Apertura, Final (ida)                 | 7 de diciembre de 2017   |                 |
| 97              | MTY             | 1–2             | TIG             | BBVA            | Apertura, Final (vuelta)              | 10 de diciembre de 2017  |                 |
| 98              | TIG             | 2–2             | MTY             | Universitario   | Clausura, Jornada 17                  | 28 de abril de 2018      |                 |
| 99              | TIG             | 0–0             | MTY             | Universitario   | Apertura, Jornada 10                  | 23 de septiembre de 2018 |                 |
| 100             | MTY             | 1–1             | TIG             | BBVA            | Clausura, Jornada 10                  | 9 de marzo de 2019       |                 |
| 101             | MTY             | 1–0             | TIG             | BBVA            | Clausura, Semifinal (ida)             | 15 de mayo de 2019       |                 |
| 102             | TIG             | 1–0             | MTY             | Universitario   | Clausura, Semifinal (vuelta)          | 18 de mayo de 2019       |                 |
| 103             | MTY             | 0–2             | TIG             | BBVA            | Apertura, Jornada 12                  | 28 de septiembre de 2019 |                 |
| 104             | MTY             | 0–2             | TIG             | BBVA            | Guard1anes, Jornada 12                | 26 de septiembre de 2020 |                 |
| 105             | TIG             | 2–1             | MTY             | Universitario   | Clausura, Jornada 16                  | 24 de abril de 2021      |                 |
| 106             | MTY             | 2–0             | TIG             | BBVA            | Apertura, Jornada 9                   | 19 de septiembre de 2021 |                 |
| 107             | TIG             | 2–1             | MTY             | Universitario   | Clausura, Jornada 11                  | 19 de marzo de 2022      |                 |
| 108             | MTY             | 0–0             | TIG             | BBVA            | Apertura, Jornada 10                  | 20 de agosto de 2022     |                 |
| 109             | TIG             | 0–1             | MTY             | Universitario   | Clausura, Jornada 12                  | 18 de marzo de 2023      |                 |
| 110             | TIG             | 1–1             | MTY             | Universitario   | Clausura Semifinal (ida)              | 17 de mayo de 2023       |                 |
| 111             | MTY             | 0–1             | TIG             | BBVA            | Clausura, Semifinal (vuelta)          | 20 de mayo de 2023       |                 |
| 112             | TIG             | 3–0             | MTY             | Universitario   | Apertura, Jornada 9                   | 23 de septiembre de 2023 |                 |
| 113             | MTY             | 3–3             | TIG             | BBVA            | Clausura, Jornada 15                  | 14 de abril de 2024      |                 |
| 114             | TIG             | 1–2             | MTY             | Universitario   | Clausura, Cuartos de final (ida)      | 9 de mayo de 2024        |                 |
| 115             | MTY             | 1–1             | TIG             | BBVA            | Clausura, Cuartos de final (vuelta)   | 12 de mayo de 2024       |                 |
| 116             | MTY             | 4–2             | TIG             | BBVA            | Apertura, Jornada 12                  | 19 de octubre de 2024    |                 |
| 117             | TIG             | 2–1             | MTY             | Universitario   | Clausura, Jornada 16                  | 12 de abril de 2025      |                 |

1. ↑  Originalmente, Tigres había derrotado al Monterrey en la jornada 7 del Verano 2000 con un marcador de 6-3; sin embargo, este marcador quedó anulado por la Liga debido a la alineación del delantero brasileño Osmar Donizete, jugador el cual se supo que tenía irregularidades en su contrato con el equipo felino.
2. ↑  Al estar mejor posicionado en la tabla tras el global, Monterrey clasifica a la final del Apertura 2005.
3. ↑  Al estar mejor posicionado en la tabla tras el global, Tigres clasifica a la final del Clausura 2019.

### Segunda División
| Enfrentamientos | Enfrentamientos | Enfrentamientos | Enfrentamientos | Enfrentamientos | Enfrentamientos | Enfrentamientos     | Enfrentamientos |
| N.º             | Local           | Resultado       | Visitante       | Estadio         | Torneo          | Fecha               |                 |
| --------------- | --------------- | --------------- | --------------- | --------------- | --------------- | ------------------- | --------------- |
| 1               | MTY             | 2–0             | TIG             | ?               | 1959-1960       | 13 de marzo de 1960 |                 |

### Copa
| Enfrentamientos | Enfrentamientos | Enfrentamientos | Enfrentamientos | Enfrentamientos | Enfrentamientos                 | Enfrentamientos      | Enfrentamientos |
| N.º             | Local           | Resultado       | Visitante       | Estadio         | Torneo                          | Fecha                |                 |
| --------------- | --------------- | --------------- | --------------- | --------------- | ------------------------------- | -------------------- | --------------- |
| 1               | TIG             | 2–2             | MTY             | Universitario   | 1996-97, Fase de grupos (J7)    | 27 de julio de 1996  |                 |
| 2               | MTY             | 2–2             | TIG             | Tecnológico     | Apertura 2013, Cuartos de final | 2 de octubre de 2013 |                 |

1. ↑  Tigres clasificó a la semifinal de la Copa México en serie de penales (5-4) directamente de la fase de grupos como primer lugar de grupo.
2. ↑  Monterrey clasificó a la semifinal de la Copa México en serie de penales (4-2).

### Liga de Campeones de la Concacaf
| Enfrentamientos | Enfrentamientos | Enfrentamientos | Enfrentamientos | Enfrentamientos | Enfrentamientos | Enfrentamientos     | Enfrentamientos |
| N.º             | Local           | Resultado       | Visitante       | Estadio         | Torneo          | Fecha               |                 |
| --------------- | --------------- | --------------- | --------------- | --------------- | --------------- | ------------------- | --------------- |
| 1               | TIG             | 0–1             | MTY             | Universitario   | 2019, Final     | 23 de abril de 2019 |                 |
| 2               | MTY             | 1–1             | TIG             | BBVA            | 2019, Final     | 1 de mayo de 2019   |                 |

### Leagues Cup
| Enfrentamientos | Enfrentamientos | Enfrentamientos | Enfrentamientos | Enfrentamientos | Enfrentamientos        | Enfrentamientos     | Enfrentamientos |
| N.º             | Local           | Resultado       | Visitante       | Estadio         | Torneo                 | Fecha               |                 |
| --------------- | --------------- | --------------- | --------------- | --------------- | ---------------------- | ------------------- | --------------- |
| 1               | TIG             | 0–1             | MTY             | Shell Energy    | 2023, Octavos de final | 8 de agosto de 2023 |                 |

### Torneo Nuevos Valores
| Enfrentamientos | Enfrentamientos | Enfrentamientos | Enfrentamientos | Enfrentamientos | Enfrentamientos          | Enfrentamientos     | Enfrentamientos |
| N.º             | Local           | Resultado       | Visitante       | Estadio         | Torneo                   | Fecha               |                 |
| --------------- | --------------- | --------------- | --------------- | --------------- | ------------------------ | ------------------- | --------------- |
| 1               | MTY             | 2–1             | TIG             | Tecnológico     | Torneo de Nuevos Valores | 15 de julio de 1978 |                 |
| 2               | TIG             | 0–3             | MTY             | Universitario   | Torneo de Nuevos Valores | 26 de julio de 1978 |                 |

### Interliga
| Enfrentamientos | Enfrentamientos | Enfrentamientos | Enfrentamientos | Enfrentamientos   | Enfrentamientos | Enfrentamientos     | Enfrentamientos |
| N.º             | Local           | Resultado       | Visitante       | Estadio           | Torneo          | Fecha               |                 |
| --------------- | --------------- | --------------- | --------------- | ----------------- | --------------- | ------------------- | --------------- |
| 1               | TIG             | 2–1             | MTY             | Home Depot Center | 2006            | 15 de enero de 2006 |                 |
| 2               | TIG             | 2–1             | MTY             | Robertson Stadium | 2007            | 3 de enero de 2007  |                 |
| 3               | TIG             | 1–1             | MTY             | Robertson Stadium | 2010            | 6 de enero de 2010  |                 |

1. ↑  Esta victoria le dio a Tigres el pase a la Copa Libertadores 2006.

### Amistosos
| Enfrentamientos | Enfrentamientos | Enfrentamientos | Enfrentamientos | Enfrentamientos | Enfrentamientos | Enfrentamientos          | Enfrentamientos |
| N.º             | Local           | Resultado       | Visitante       | Estadio         | Torneo          | Fecha                    |                 |
| --------------- | --------------- | --------------- | --------------- | --------------- | --------------- | ------------------------ | --------------- |
| 1               | TIG             | 0–4             | MTY             | Universitario   | Amistoso        | 23 de noviembre de 1975  |                 |
| 2               | TIG             | 3–2             | MTY             | Universitario   | Amistoso        | 6 de noviembre de 1980   |                 |
| 3               | TIG             | 1–2             | MTY             | Universitario   | Amistoso        | 11 de agosto de 1984     |                 |
| 4               | TIG             | 0-0*            | MTY             | Universitario   | Amistoso        | 1 de mayo de 1985        |                 |
| 5               | TIG             | 1–2             | MTY             | Universitario   | Amistoso        | 28 de septiembre de 1985 |                 |
| 6               | TIG             | 1–1             | MTY             | Universitario   | Amistoso        | 1 de agosto de 1992      |                 |
| 7               | MTY             | 3–3             | TIG             | Tecnológico     | Amistoso        | 7 de agosto de 1993      |                 |
| 8               | TIG             | 0–4             | MTY             | Universitario   | Amistoso        | 19 de julio de 1997      |                 |
| 9               | TIG             | 3–2             | MTY             | Universitario   | Amistoso        | 19 de diciembre de 1998  |                 |
| 10              | MTY             | 2–3             | TIG             | Tecnológico     | Amistoso        | 18 de diciembre de 1999  |                 |
| 11              | TIG             | 2–2             | MTY             | Universitario   | Amistoso        | 29 de diciembre de 2000  |                 |
| 12              | TIG             | 0–1             | MTY             | Universitario   | Amistoso        | 20 de julio de 2002      |                 |
| 13              | MTY             | 1–2             | TIG             | Shell Energy    | Amistoso        | 14 de octubre de 2023    |                 |
| 14              | MTY             | 2–1             | TIG             | Alamodome       | Amistoso        | 12 de octubre de 2024    |                 |

## Balance de enfrentamientos
| Competición                                   | P.J. | Ganó MTY | P.E. | Ganó TIG | Gol. MTY | Gol. TIG |
| --------------------------------------------- | ---- | -------- | ---- | -------- | -------- | -------- |
| Fase regular                                  | 97   | 33       | 30   | 34       | 115      | 126      |
| Liguilla                                      | 20   | 6        | 5    | 9        | 23       | 25       |
| Subtotal de Liga (1°)                         | 117  | 39       | 35   | 43       | 138      | 151      |
| Fase regular                                  | 1    | 1        | 0    | 0        | 2        | 0        |
| Subtotal de Liga (2°)                         | 1    | 1        | 0    | 0        | 2        | 0        |
| Copa México                                   | 2    | 0        | 2    | 0        | 4        | 4        |
| Liga de Campeones de la Concacaf              | 2    | 1        | 1    | 0        | 2        | 1        |
| Leagues Cup                                   | 1    | 1        | 0    | 0        | 1        | 0        |
| InterLiga                                     | 3    | 0        | 1    | 2        | 3        | 5        |
| Torneo de Nuevos Valores                      | 2    | 2        | 0    | 0        | 5        | 1        |
| Subtotal de juegos oficiales y extraoficiales | 128  | 44       | 39   | 45       | 155      | 162      |
| Amistosos                                     | 14   | 6        | 4    | 4        | 28       | 20       |
| Total                                         | 142  | 50       | 43   | 49       | 183      | 182      |

### Por década
| Década | Victorias de Monterrey | Empates | Victorias de Tigres | Década ganada por |
| ------ | ---------------------- | ------- | ------------------- | ----------------- |
| 1960   | 1                      | 1       | 0                   | MTY               |
| 1970   | 7                      | 6       | 3                   | MTY               |
| 1980   | 8                      | 5       | 8                   | Empate            |
| 1990   | 10                     | 5       | 9                   | MTY               |
| 2000   | 7                      | 10      | 13                  | TIG               |
| 2010   | 11                     | 11      | 10                  | MTY               |
| 2020   | 6                      | 4       | 7                   | En curso          |

## Estadísticas

### Máximos goleadores
| #  | Jugador              | Club      | Goles |
| -- | -------------------- | --------- | ----- |
| 1  | André-Pierre Gignac  | Tigres    | 14    |
| 2  | Mario de Souza Mota  | Monterrey | 11    |
| 3  | Claudio Núñez        | Tigres    | 8     |
| 4  | Walter Gaitán        | Tigres    | 8     |
| 5  | Tomás Boy            | Tigres    | 6     |
| 6  | Guillermo Franco     | Monterrey | 5     |
| 7  | Aldo de Nigris       | Ambos     | 5     |
| 8  | Nicolás Sánchez      | Monterrey | 5     |
| 9  | Gerónimo Barbadillo  | Tigres    | 4     |
| 10 | Humberto Suazo       | Monterrey | 4     |
| 11 | Francisco Solís Cruz | Ambos     | 4     |
| 12 | Juan Manuel Azuara   | Ambos     | 4     |
| 13 | Sergio Verdirame     | Monterrey | 4     |
| 14 | Rubén Corbo          | Monterrey | 4     |
| 15 | Alex Fernandes       | Monterrey | 4     |
| 16 | Andrés Silvera       | Tigres    | 4     |
| 17 | José Antonio Noriega | Ambos     | 4     |
| 18 | Jaime Lozano         | Tigres    | 4     |
| 19 | Lucas Lobos          | Tigres    | 4     |
| 20 | Jesús Arellano       | Monterrey | 3     |

### Mas encuentros disputados
| #  | Jugador               | Club      | Goles |
| -- | --------------------- | --------- | ----- |
| 1  | Nahuel Guzmán         | Tigres    | 32    |
| 2  | André-Pierre Gignac   | Tigres    | 32    |
| 3  | Jesús Arellano        | Monterrey | 31    |
| 4  | Guido Pizarro         | Tigres    | 28    |
| 5  | Luis Ernesto Pérez    | Monterrey | 27    |
| 6  | Hugo Ayala            | Tigres    | 26    |
| 7  | Jesús Dueñas          | Tigres    | 26    |
| 8  | Tomás Boy             | Tigres    | 26    |
| 9  | Carlos Muñoz Remolina | Tigres    | 25    |
| 10 | José Maria Basanta    | Monterrey | 25    |
| 11 | Jorge Torres Nilo     | Tigres    | 23    |
| 12 | Juninho               | Tigres    | 23    |
| 13 | Antonio Sancho        | Tigres    | 22    |
| 14 | Rogelio Funes Mori    | Monterrey | 21    |
| 15 | Aldo de Nigris        | Ambos     | 19    |
| 16 | Javier Saavedra       | Tigres    | 19    |
| 17 | Severo Meza           | Monterrey | 19    |
| 18 | Jonathan Orozco       | Monterrey | 19    |
| 19 | Sergio Orduña         | Tigres    | 17    |
| 20 | Jesús Gallardo        | Monterrey | 17    |

### General
- Mayor goleada en la historia: 6-2, Estadio Universitario, Apertura 2004, a favor de Tigres.
- Máximo de goles conseguido por Monterrey como local: 4-1, Estadio Tecnológico, Temporada 1990-91.
- Máximo de goles conseguido por Monterrey como visitante: 0-4 en el Estadio Universitario en dos ocasiones, Temporada 1975-76 e Invierno 1997.
- Máximo de goles conseguidos de Tigres como local: 6-2, Estadio Universitario, Apertura 2004.
- Máximo de goles conseguido de Tigres como visitante: 3-6, Estadio Tecnológico, Verano 2000.
- N.º de victorias de Monterrey como local: 26 (veinticinco en partidos oficiales y uno en amistosos)
- N.º de victorias de Monterrey como visitante: 24 (diecinueve en partidos oficiales y cinco en amistosos)
- N.º de victorias de Tigres como local: 29 (veintisiete en partidos oficiales y dos en amistosos)
- N.º de victorias de Tigres como visitante: 19 (diecisiete en partidos oficiales y dos en amistosos)
- Mayor racha de partidos sin perder: 13 para ambos equipos (Tigres con 1820 días, del 23 de septiembre de 1978 al 17 de septiembre de 1983; y Monterrey con 1875 días, del 4 de abril de 1992 al 13 de septiembre de 1997)
- Encuentros con más goles que resultaron en empate: 3-3, 5 veces en Temporada 1974-75, Temporada 1993-94, Clausura 2004, Clausura 2007 y Clausura 2024.
- Encuentros en los que no se marcó ningún gol: 12.

### Jugadores
- André-Pierre Gignac, con 14 goles, es el máximo goleador no solo de Tigres, sino que también del enfrentamiento en sí.
- Mario Mota Souza, con 11 goles, es el máximo goleador del Monterrey en los clásicos.
- El primer gol en la historia del partido fue anotado por Agustín Prieto del Monterrey en el denominado Clásico 0 disputado el 13 de marzo de 1960.[10] Sin embargo, debido a que los medios no lo contabilizan, se ha aceptado como convención general tomar el clásico 1, disputado el 13 de julio de 1974, como punto de partida de conteo de estadísticas reconociendo como el gol 1, el de Juan Ugalde Pazos, jugador de Tigres, durante el clásico 1.[11]
- Juan Brunetta anotó el gol más rapido en la historia del partido el 14 de abril de 2024 en la jornada 15 del Clausura 2024 jugando para los Tigres, cuando el partido apenas llevaba un minuto de iniciarse.[12]
- Raúl Chávez de la Rosa, Luis Hernández, José Antonio Noriega,[13] Sebastián Abreu,[14] Gastón Fernández y Aldo de Nigris son los únicos futbolistas en marcar un gol con la camiseta de ambos equipos en un clásico.[13]
- Tres futbolistas han convertido una anotación de chilena en la historia de la rivalidad, siendo Mario Mota Souza del Monterrey, Marco Antonio Ruiz y José Antonio Noriega, ambos de Tigres.
- En siete ocasiones, ha habido un autogol en los clásicos, 4 de ellos de parte de futbolistas felinos (Sindey Balderas, Israel Jiménez, Juninho y Eduardo Tercero) y dos de parte de futbolistas albiazules (Basilio Salazar e Ismael Rodríguez).
- Luis Rodríguez Alanís fue el primer jugador en ser campeón con ambos equipos.

### Entrenadores
- Ricardo Ferretti es el entrenador con más partidos dirígidos, con un total de 46 clásicos, todos ellos como entrenador de Tigres.
- Ricardo Ferretti es el entrenador con más victorias en los clásicos, con un total de 16 triunfos. Le sigue Carlos Miloc, con 6 victorias.
- Ricardo Ferretti también es el entrenador con más derrotas en los clásicos, con un total de 13. Le sigue Miguel Herrera, quien estuvo en ambos banquillos, con 6 victorias.
- Víctor Manuel Vucetich y Carlos Miloc son quienes más partidos ha dirigido sin salir derrotado, con un total de 13.

## Comparativa entre clubes

### Datos generales
| Asunto                                             | Monterrey                                                                      | Tigres                                                                        |
| -------------------------------------------------- | ------------------------------------------------------------------------------ | ----------------------------------------------------------------------------- |
| Año de fundación del club                          | 1945                                                                           | 1967                                                                          |
| Capacidad del estadio                              | 53.500 espectadores                                                            | 42.000 espectadores                                                           |
| Nº de torneos en Primera División                  | 79                                                                             | 60                                                                            |
| Nº de superlíderatos generales                     | 5 (México ’86, Bicentenario 2010, Clausura 2016, Apertura 2017, Clausura 2023) | 5 (Invierno 2001, Apertura 2003, Clausura 2011, Clausura 2013, Clausura 2015) |
| Máximo de puntos alcanzados en una temporada larga | 51 (1995/96)                                                                   | 49 (1995/96)                                                                  |
| Mayor nº de goles marcados en una temporada larga  | 72 (1974/75)                                                                   | 62 (1979/80, 1989/90)                                                         |
| Máximo de puntos alcanzados en un torneo corto     | 40 (Clau. 2023, 17 jornadas),                                                  | 38 (Aper. 2003, 19 jornadas)                                                  |
| Mayor nº de goles marcados en un torneo corto      | 37 (Clausura 2016)                                                             | 38 (Apertura 2003)                                                            |

1. ↑  Estadística tomando en cuenta el año de fundación de su primera etapa.
2. ↑  Estadística tomando en cuenta el año de fundación de su primera etapa.

### Distinciones individuales
A continuación se enlistan los jugadores y cuerpo técnico de ambos clubes que han ganado las distinciones individuales más destacadas en los torneos que han participado, tales como la de mejor director técnico, campeón goleador, así como la designación del mejor jugador.
| Distinción                                    | Monterrey | Tigres |
| --------------------------------------------- | --- | --- |
| Mejor Director técnico de la Primera División | 4 Daniel Alberto Passarella (Clausura 2003), Víctor Manuel Vucetich (2) (Apertura 2009 y Apertura 2010), Antonio Mohamed (2015-16)                                    | 2 Ricardo Ferretti (2) (Clausura 2011 y Apertura 2011). |
| Mejor Jugador de la Primera División          | 3 Guillermo Franco (Clausura 2003), Humberto Suazo (2) (Apertura 2009 y Apertura 2010).                                                                               | 5 Gerónimo Barbadillo (1981-82) Walter Gaitán (Clausura 2006), Lucas Lobos (2) (Clausura 2011 y Apertura 2011), André-Pierre Gignac (2015-16).                                  |
| Campeón Goleador de la Primera División       | 5 Francisco Javier Cruz (México ‘86), Guillermo Franco (Apertura 2004), Humberto Suazo (Clausura 2008), Dorlan Pabón (Clausura 2015), Avilés Hurtado (Apertura 2017). | 6 Néstor Silvera (Clausura 2004), Walter Gaitán (Apertura 2005), André-Pierre Gignac (Clausura 2016, Apertura 2018 y Clausura 2022), Nicolás López (Apertura 2021)              |
| Campeón Goleador de la Copa México            | 5 Javan Marinho (1963-64), Germán Marteloto (1991-92), Rogelio Funes Mori (Clausura 2017), Carlos Andrés Sánchez (Apertura 2017), Vincent Janssen (2019-20).          | 3 Alfredo Jiménez (1975-76), Sergio Almirón (1989-90), Alan Pulido (Clausura 2014).                                                                                             |
| Campeón Goleador de Torneos Internacionales   | 3 Humberto Suazo (Liga de Campeones de la Concacaf 2012), César Delgado (2) (Mundial de Clubes de la FIFA 2012 y Mundial de Clubes de la FIFA 2013).                  | 3 Enner Valencia (Liga de Campeones de la Concacaf 2019), André-Pierre Gignac (Liga de Campeones de la Concacaf 2020), André-Pierre Gignac (Mundial de Clubes de la FIFA 2020). |
| Mejor Jugador de Torneos Internacionales      | 2 Aldo de Nigris (Liga de Campeones de la Concacaf 2013), Nicolás Sánchez (Liga de Campeones de la Concacaf 2019).                                                    | 2 Joffre Guerrón (Copa Libertadores 2015), André-Pierre Gignac (Liga de Campeones de la Concacaf 2020).                                                                         |
| TOTAL                                         | 22 | 21 |

Datos actualizados: Guard1anes 2020 inclusive.

### Palmarés
A continuación una tabla que muestra las competiciones oficiales ganadas por ambos clubes. No se incluyen competiciones de fuerzas básicas, competiciones que no sean de instancia final tales como torneos previos/clasificatorios a Copa Libertadores de América, ni amistosos internacionales como la SuperLiga Norteamericana y la Campeones Cup (ambos torneos organizados entre la MLS y Liga MX).
| Competición                      | Monterrey | Tigres |
| -------------------------------- | --------- | ------ |
| Primera División de México       | 5         | 8      |
| Copa México                      | 3         | 3      |
| Campeón de Campeones             | 0         | 4      |
| Liga de Campeones de la Concacaf | 5         | 1      |
| Recopa de la Concacaf            | 1         | 0      |
| TOTAL                            | 14        | 16     |

Datos actualizados: Clausura 2025.

## Jugadores que han militado en ambos clubes
Históricamente hablando, son pocos los jugadores que han jugado en ambos equipos, sin embargo, con la modernidad de los tiempos el número se ha incrementado exponencialmente al grado que inclusive se han dado transferencias directas de un club al otro. Estos son los jugadores que han jugado en los dos equipos:
- Aldo de Nigris
- Alfredo Jiménez[15]
- Francisco Javier Cruz
- Luis Hernández
- Raúl Chávez de la Rosa
- Jorge Urdiales Flores
- Pilar Reyes[16]
- Guarací Barbosa[16]
- Ricardo Díaz[16]
- Leonardo Álvarez[16]
- Francisco Solís[16]
- Javier Quintero Morones[16]
- José Sánchez[16]
- Gregorio Cortéz[16]
- Raúl Isiordia[16]
- Francisco Esparza[16]
- Roberto Daniel Gasparini[16]
- Juan Manuel Azuara Villareal
- Roberto Gómez Junco[16]
- Edmundo Manzotti
- Raúl González Orihuela[16]
- Félix Cruz[16]
- Francisco Romero
- Rolando Esquer[16]
- Alejandro Hisis[16]
- Juan A. Flores Barrera[16]
- Fabián Peña
- José Antonio Noriega
- Óscar Dautt
- Flavio Rogerio
- / Argemiro Veiga
- Mario Méndez
- Carlos Ochoa
- Sebastián Abreu
- Gastón Fernández
- Diego Martínez
- Egidio Arévalo Ríos
- Abraham Darío Carreño
- Edgar Iván Solís
- Edgar Castillo
- Luis Alfonso Rodríguez
- Miguel Herrera Equihua
- Jesús Molina

## Entrenadores que han dirigido a ambos clubes
Hasta la fecha, seís entrenadores han dirigido a ambos equipos durante la historia del Clásico Regio:
- Francisco Avilán[17]
- Claudio Lostanau[17]
- Miguel Mejía Barón[17]
- Víctor Manuel Vucetich[17]
- José Treviño[17]
- Miguel Herrera

## Incidentes
La rivalidad no ha estado exenta de incidentes, ya sean peleas entre aficionados e integrantes de las barras de los equipos o jugadores; dentro de la cancha, en las tribunas de los estadios o fuera de ellos, o incluso en la vía pública.
- El 23 de agosto de 1975 se organizó en el Estadio Universitario un partido amistoso para festejar los 30 años del fútbol neoleonés, mismo que fue ganado 4-0 por Monterrey. Sin embargo, dicha celebración fue manchada por una «cámara húngara» después de que la Pandilla anotara su tercer gol. Al reanudar el encuentro, Washington Olivera insultó a Luis Montoya y este respondió a golpes; el resto de compañeros también participaron en la bronca. Al calmarse los ánimos, el árbitro Enrique Mendoza Guillén expulsó a Montoya y Olivera, así como al entrenador de Tigres Claudio Lostanau y a su auxiliar Dagoberto Fontes. Antes había expulsado a Gerónimo Barbadillo por faulear a Pepe Sánchez.[18]

- La máxima batalla campal ocurrió en el encuentro amistoso disputado el 1 de mayo de 1985 en el Estadio Universitario, y provocó que el partido se diera por terminado a los siete minutos. El tórrido pleito general se inició cuando el jugador de Tigres Raúl Arias golpeó a Vilson Tadei, de los Rayados. Después de correteos incesantes, de lanzamientos de golpes a diestra y siniestra, el técnico del Monterrey, Francisco Avilán, retiró a su equipo y el árbitro Ramiro Casillas dio por concluido el bochornoso incidente.[18]

- La única ola de violencia vista en juego oficial fue el 21 de marzo de 1987, en el Estadio Tecnológico. Allí, Francisco Javier Cruz del Monterrey y Francisco Sánchez de Tigres se hicieron de palabras tras ser expulsados. Cuando salían, Cruz insultó a su rival y éste le respondió con golpes. Al ver esa reacción, otros jugadores del Monterrey persiguieron a Sánchez hasta los vestidores cuando todavía no terminaba el juego. El marcador estaba 2-1 favorable a Tigres, por goles de José de Jesús Aceves y Ricardo Ferretti (vía penalti), pero el árbitro Marco Antonio Dorantes decretó el abandono de cancha del Monterrey, que perdió 2-0 por reglamento.[18]

- El 7 de agosto de 1993, en un partido disputado en el Estadio Tecnológico, Monterrey se puso arriba 2-0 con goles de Luis Hernández y penal de Sergio Verdirame, pero Tigres remontaba el marcador gracias a Hugo Aparecido, Roberto Gasparini y Sergio Almaguer. A 15 minutos del final, José Juan Hernández logró empatar el partido. Pero dos minutos, se desató una trifulca entre los futbolistas causando que el árbitro Humberto Sierra diera por concluido el partido, pero no sin antes haber expulsado a José Antonio Noriega y Rubén Ruiz Díaz de Rayados, y también a Alejandro Hisis de Tigres. Cabe destacar que un trofeo llamado «Copa Gobernador» se entregaría al ganador, pero este fue devuelto al Gobierno del Estado, a petición de ambas directivas por los hechos acontecidos.[19]

- El 13 de mayo de 2017, luego de que Tigres se llevara la victoria ante Monterrey en la vuelta de las semifinales del Clausura 2017 con un marcador global de 6-1 (habían ganado en la ida 4-1 como locales y nuevamente en la vuelta como visitantes por 2-0), los pocos aficionados felinos que se encontraban en el Estadio BBVA Bancomer fueron agredidos brutalmente por fanáticos del Monterrey. El incidente se suscito tanto dentro como fuera del estadio, un hecho que causó mucha controversia a nivel nacional.

- El 23 de septiembre de 2018, un autobús con integrantes de La Adicción (un grupo de hinchas de Rayados) que se dirigía al estadio coincidió con otro donde viajaban integrantes de los Libres y Lokos (hinchas de Tigres) sobre la Avenida Aztlán de Monterrey. Los seguidores de Tigres se bajaron y apedrearon a los del bando contrario; esto provocó un altercado en la que participaron más de 30 integrantes entre ambas barras bravas. Una persona en automóvil embistió a los aficionados felinos, después estos huyeron corriendo pero uno fue derribado por integrantes de La Adicción, golpeándolo brutalmente y dejándolo gravemente herido y semidesnudo.[20] El aficionado en cuestión fue trasladado al Hospital Universitario en cuidados intensivos.[21] Este lamentable hecho trascendió a nivel mundial.[22]